# Henry Hugh Tudor
Sir (Henry) Hugh Tudor, KCB, CMG (* 1871 Newton Abbot in Devonshire, England; † 25. September 1965 in St. John’s, Neufundland), war ein britischer Soldat, der als Offizier am Burenkrieg (1899–1902) und als Stabsoffizier am Ersten Weltkrieg (1914–1918) teilnahm, heutzutage aber vor allem für seine Rolle im Irischen Unabhängigkeitskrieg (1920–1921) bekannt ist.

## Leben
Tudor wurde 1871 in Devonshire/England geboren. Er trat 1888 in die Royal Military Academy in Woolwich ein und wurde 1890 zur Royal Horse Artillery versetzt. Von 1890 bis 1897 war er in Indien stationiert, bevor er nach England zurückkehrte. In der Schlacht von Magersfontein (11. Dezember 1899) wurde er schwer verwundet, konnte aber nach seiner Genesung den Dienst wiederaufnehmen. Seine hervorragenden Dienste in Südafrika spiegelten sich in seinen Auszeichnungen wider: der Queen’s South Africa Medal mit vier Schnallen und der King’s South Africa Medal mit zwei.
Nach dem Ende des Burenkrieges ging Tudor für fünf weitere Jahre zurück nach Indien (1905–1910). Danach wurde er nach Ägypten versetzt, wo er bis zum Ausbruch des Krieges in Europa blieb. Er diente von Dezember 1914 bis zum Waffenstillstand 1918 an der Westfront und stieg dabei vom Rang eines Hauptmanns einer Artilleriebatterie bis in den Rang eines Generalmajors der 9th (Scottish) Division auf. Auch nach dem 11. November blieb er Kommandeur dieser Einheit, sodann als Teil der Rheinarmee, bis sie im März 1919 aufgelöst wurde.
Tudor war ein professioneller und fortschrittlicher Artillerist: der Historiker Paddy Griffith beschreibt ihn als einen „ausgezeichneten Taktiker“. Er war der erste britische General der Rauchgranaten für Tarnungszwecke benutzte und einer der ersten Befürworter von den Angriffen vorausgehenden Artillerieschlägen. Er regte den Einsatz von Panzern im Abschnitt von Cambrai im Juli 1917 an und seine Ideen wurden Basis für den britischen Durchbruch in der dortigen Schlacht im November. Zudem war er ein General, der viel Zeit in vorderster Front verbrachte. In der Dritten Flandernschlacht im Oktober 1917 wurde er beinahe getötet, als ein Granatsplitter seinen Helm durchschlug und ihn am Kopf traf. Während des Unternehmens Michael, der ersten deutschen Offensive des Frühjahrs 1918, wurde er außerdem fast von den Deutschen gefangen genommen.
Nach der Auflösung der 9th Division wurde Tudor wiederum in Ägypten und Indien stationiert. Im Mai 1920 wurde er zum 'Police Adviser' der Dublin Castle Administration in Ireland berufen. Seine Hauptqualifikation für dieses Amt war seine Freundschaft mit dem Minister im Kriegsministerium, Winston Churchill. Tudor hatte Churchill 1895 in Bangalore kennengelernt, und sie waren lebenslange Freunde geworden. Während der kurzen Zeit, die Churchill 1915 an der Westfront als Infanterieoffizier verbracht hatte, diente er im selben Abschnitt wie Tudor in der Nähe des Waldes von Ploegsteert.
Als Tudor seinen neuen Posten antrat, näherte sich der Englisch-Irische Krieg gerade einer Krise: das britische Regime über die Insel war innerhalb weniger Monate an den Rand des Zusammenbruchs geraten. Die Moral und effektive Durchsetzungskraft der Royal Irish Constabulary (RIC) nahm ab: Kämpfer der Irisch-Republikanischen Armee griffen Polizeistreifen an, brannten Polizeiunterkünfte nieder und organisierten den Boykott von Polizisten und ihren Familien. Eisenbahner streikten und weigerten sich, Züge zu fahren, die bewaffnete Polizei oder Truppen transportierten. Kaufleute verweigerten die Bedienung von Kunden, die Polizisten waren. Polizeirekruten und -angehörige wurden angegriffen und eingeschüchtert; Frauen, die Umgang mit Polizisten hatten, wurden die Haare geschoren. Polizeibesitz wurde zerstört oder gestohlen: in einigen Fällen wurden die Fahrräder von Polizeiangehörigen mitgenommen, während ihre Besitzer in der Kirche waren.
Inzwischen baute Sinn Féin einen alternativen Staat auf: die Irische Republik, die während des Osteraufstandes von 1916 proklamiert worden war. Lokale Behörden erkannten die Autorität des First Dáil an. IRA-Freiwillige agierten als republikanische Polizei. Republikanische Gerichtshöfe urteilten sowohl in Zivil- als auch Kriminalprozessen. In vielen Teilen Irlands wurde die Republik Realität.
Tudors Aufgabe war, wie er erkannte, die Moral der Polizei wieder anzuheben, Kriminalität zu bestrafen und Recht und Ordnung wiederherzustellen: Ich hatte mit Politik nichts zu tun, schrieb er Jahre später, und kümmerte mich einen Dreck darum, welches Maß an Home Rule sie hatten. Bei einer Kabinettskonferenz am 23. Juli 1920, während seine Kollegen im Dublin Castle ein Angebot über die Selbstverwaltung als Dominion befürworteten, war Tudor überzeugt, dass „mit der richtigen Unterstützung, es möglich wäre, den gegenwärtigen Feldzug der Gewalt niederzuschlagen.“ Das ganze Land war eingeschüchtert, sagte er, und wäre Gott dankbar für harte Maßnahmen. Die Regierung wählte die harte Linie: am 9. August 1920 verabschiedete das Parlament den Restoration of Order in Ireland Act, der der Administration in Dublin Castle die Macht gab, per Verordnung zu regieren, Strafgerichtshöfe durch Kriegsgerichte und gerichtliche Morduntersuchungen durch militärische Ermittlungen zu ersetzen und widerspenstige Lokalbehörden durch Zurückhalten ihres Etats zu bestrafen.
Als Police Adviser übernahm Tudor die Kontrolle über die gesamten irischen Polizeikräfte und macht sich schließlich zum „Chief of Police“. Unter seiner Führung wurde die Polizei militarisiert: bei der Kabinettkonferenz vom 23. Juli 1920 hatte Tudor erklärt, dass die RIC als Polizei bald wertlos werden würde; aber als Militäreinheit große Wirkung erzielte. Wie sein Gönner, Churchill, vergab Tudor Polizeiposten an seine Freunde und Kollegen vom Militär: Brigadegeneral Ormonde Winter zum Beispiel wurde stellvertretender Police Adviser und Chef des Nachrichtendienstes. Er war einst mein Hauptmann in einer Batterie in Rawalpindi, sagte Tudor, und wir haben zusammen viele Pferderennen in Indien veranstaltet. Die bedrängte RIC wurde mit britischen Ex-Soldaten und -Seeleuten verstärkt – etwa den berüchtigten Black-and-Tans. Zusätzlich stellte Tudor die Auxiliary Division auf, eine zeitweilige Gendarmerie von Ex-Offizieren, die von zwei erfahrenen Kolonialkämpfern geführt wurde: Brigadier Frank Percy Crozier und Brigadier E. A. Wood. Crozier wurde im Februar 1921 von ihm abgesetzt, da er dessen Entscheidung nicht billigte, Auxiliaries für Plünderungen zu bestrafen.
Aber während er hart daran arbeitete, die Stärke und Moral der RIC wiederherzustellen, tat Tudor verhältnismäßig wenig für ihre Disziplin. Wenn Polizei- und Milizangehörige bei Angriffen getötet worden waren, antworteten ihre Kameraden häufig mit Repressalien gegen Anhänger der Republik und ihre Gemeinden: Einige dieser Vergeltungsmaßnahmen waren spontane „Polizeikrawalle“, aber andere wurden von lokalen Polizeioberen organisiert und geführt. Tudors Antwort auf diese Ausbrüche von Brandstiftung und Mord war schwach und mehrdeutig: in einem Memorandum zur Disziplin vom 12. November 1920 ermahnte Tudor seine Leute „höchste Disziplin“ zu halten, während er sie versicherte, dass sie volle Unterstützung bei den drastischsten Aktionen gegen diese Bande von Mördern, die sogenannte IRA, hätte. Nachdem ein katholischer Priester von einem geisteskranken Gendarmen im Dezember 1920 erschossen worden war, schrieb ein Castle-Beamter in sein Tagebuch, dass er etwas Sympathie für den Mörder empfinde, „da diese Leute unzweifelhaft von etwas beeinflusst sind, was sie als passiven Beifall ihrer Offiziere von Tudor abwärts verstanden haben, so dass sie niemals für etwas bestraft werden würden.“
Die Repressalien führten zu einem Skandal in Großbritannien, wo die oppositionellen Liberale und Labour-Parteien die Regierung zwangen, die Selbstverwaltung in Irland wieder in Kraft zu setzen. Im ersten Halbjahr 1921 verbesserte sich die Polizeidisziplin wieder und Polizeirepressalien wurden weniger alltäglich, aber diese Entwicklung kam zu spät. Der politische Schaden war unumkehrbar. Im Mai 1921 war deutlich, dass die Strategie der Regierung limitierten Zwang mit limitierten Zugeständnissen zu verbinden, gescheitert war. Vor die Wahl gestellt, entweder einen Krieg zu riskieren oder über einen Frieden mit den Aufständischen zu verhandeln, entschieden sie sich für die Einigung. Im Juli 1921 wurden ein Waffenstillstandsabkommen und im Dezember ein Vertrag unterzeichnet.
Tudor blieb Polizeichef, bis seine Einheiten demobilisiert und die RIC aufgelöst worden war. Im Mai 1921 fand Churchill, der auch Luftfahrt-Minister war, einen neuen Posten für seinen Freund im unruhigen Mandatsgebiet Palästina, wo Tudor Direktor für öffentliche Sicherheit im zeitweiligen Range eines Air Vice-Marshal wurde. Interessanterweise stellte Tudor in Palästina eine Gendarmerie auf, deren europäische Abteilung aus vielen früheren Black-and-Tans und Auxiliary-Milizionären bestand.
1923 wurde Tudor zum Knight Commander of the Order of the Bath ernannt. 1924 zog er sich sowohl von seinem Posten als Direktor für öffentliche Sicherheit als auch aus der Armee zurück und emigrierte nach Neufundland, wo er den Rest seines Lebens lebte. Er starb in St. John’s/Neufundland am 25. September 1965.